# Дворец (Могилёвская область)
Дворе́ц (бел. Дварэ́ц) — деревня в составе Заволочицкого сельсовета Глусского района Могилёвской области Республики Беларусь.

## Население
- 1999 год — 91 человек
- 2009 год — 49 человек

## Достопримечательности
- Фрагменты усадебного дома Жилинских
- Парк

## Галерея

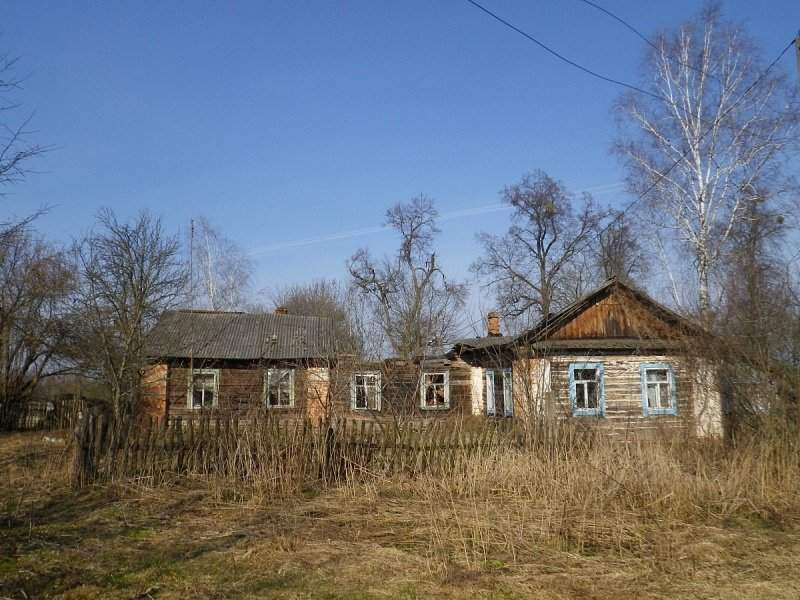
Усадебный дом Жилинских
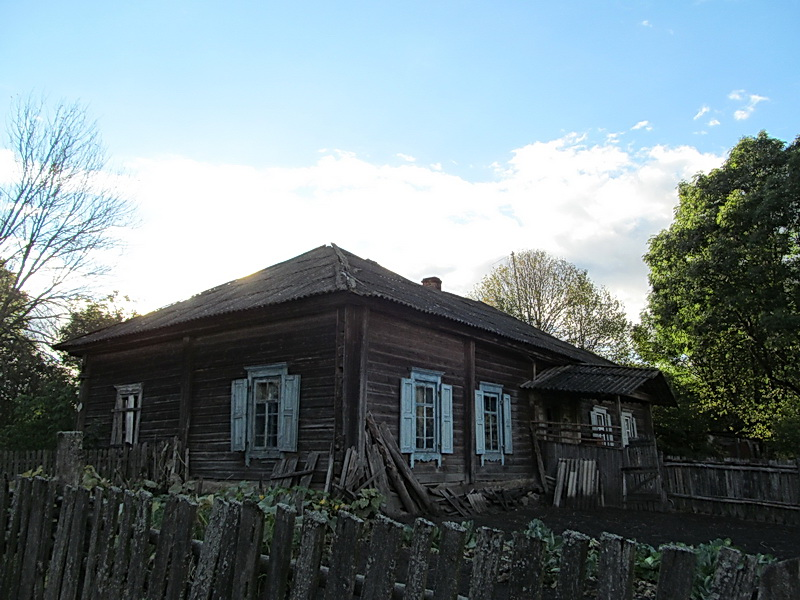
Дом
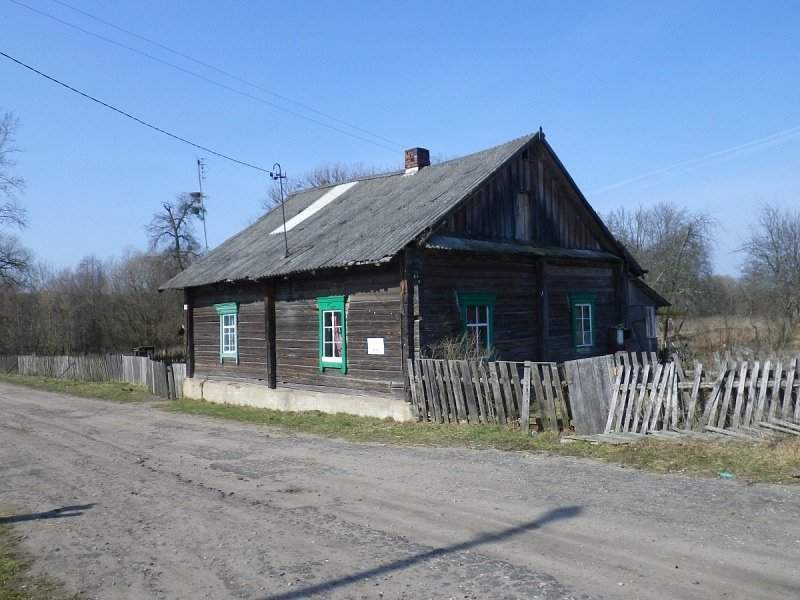
Дом
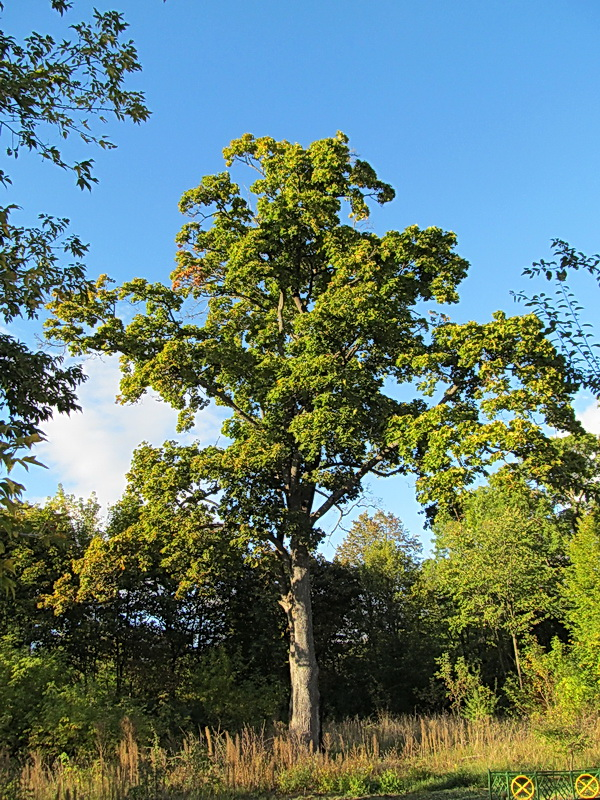
Усадьба Жилинских. Парк
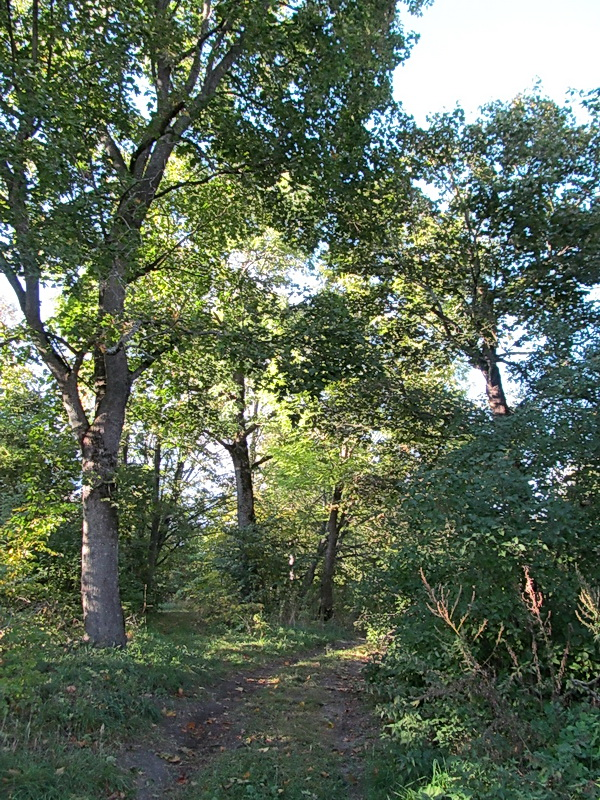
Парк

## Знаменитые земляки
- Шутов Степан Фёдорович (1902—1963) — дважды Герой Советского Союза